# Padiglione Mosca
Il padiglione n. 70 "Moskva" (in russo Павильон № 70 «Москва»?, Pavil’on № 70 «Moskva») o Monrealskij è uno dei padiglioni del Esposizione delle conquiste dell'economia nazionale o VDNCh. Realizzato per l'Expo 1967 di Montréal, è stato trasferito a Mosca nel 1975.
L'edificio è stato disegnato dagli architetti Mosproekt-2 Michail Posochin, Ašot Mndojanc e Boris Tchor. L'ingegnere A. Kondrat'ev e l'artista Rudol'f Kliks presero parte al progetto, assistiti dagli artisti V. Makarevič, A. Šitikova, V. Dubanov, I. Jazykov, A. Nemlicher, O. Lomako, A. Pobedinskij, V. Voropaev e J. Šalaev. L'allestimento interno originale per l'Expo 1967 fu curato da Rudol'f Kliks 

## Storia
Gli architetti sovietici speravano che l'Esposizione universale del 1967 si sarebbe tenuta a Mosca e nei primi anni sessanta avevano proposto di far coincidere la mostra con il progetto per la ricostruzione della capitale sovietica in occasione del 50º anniversario della rivoluzione d'ottobre. L'expo sarebbe stata intitolata "Progresso e pace" (in russo Прогресс и мир?, Progress i mir) e l'architetto capo di Mosca Michail Posochin propose di creare un padiglione sferico delle dimensioni dell'edificio principale dell'Università di Mosca su un lago artificiale. Tuttavia, le dimissioni forzate di Nikita Chruščëv e le problematiche finanziare dovute ai costi onerosi portarono al rifiuto dell'URSS di organizzare l'expo. Il Bureau international des Expositions decise quindi di affidare l'incarico alla città di Montréal, in Canada, in occasione del 100º anniversario della fondazione del dominion canadese e del 325º anniversario della fondazione di Montréal.

### Expo 67

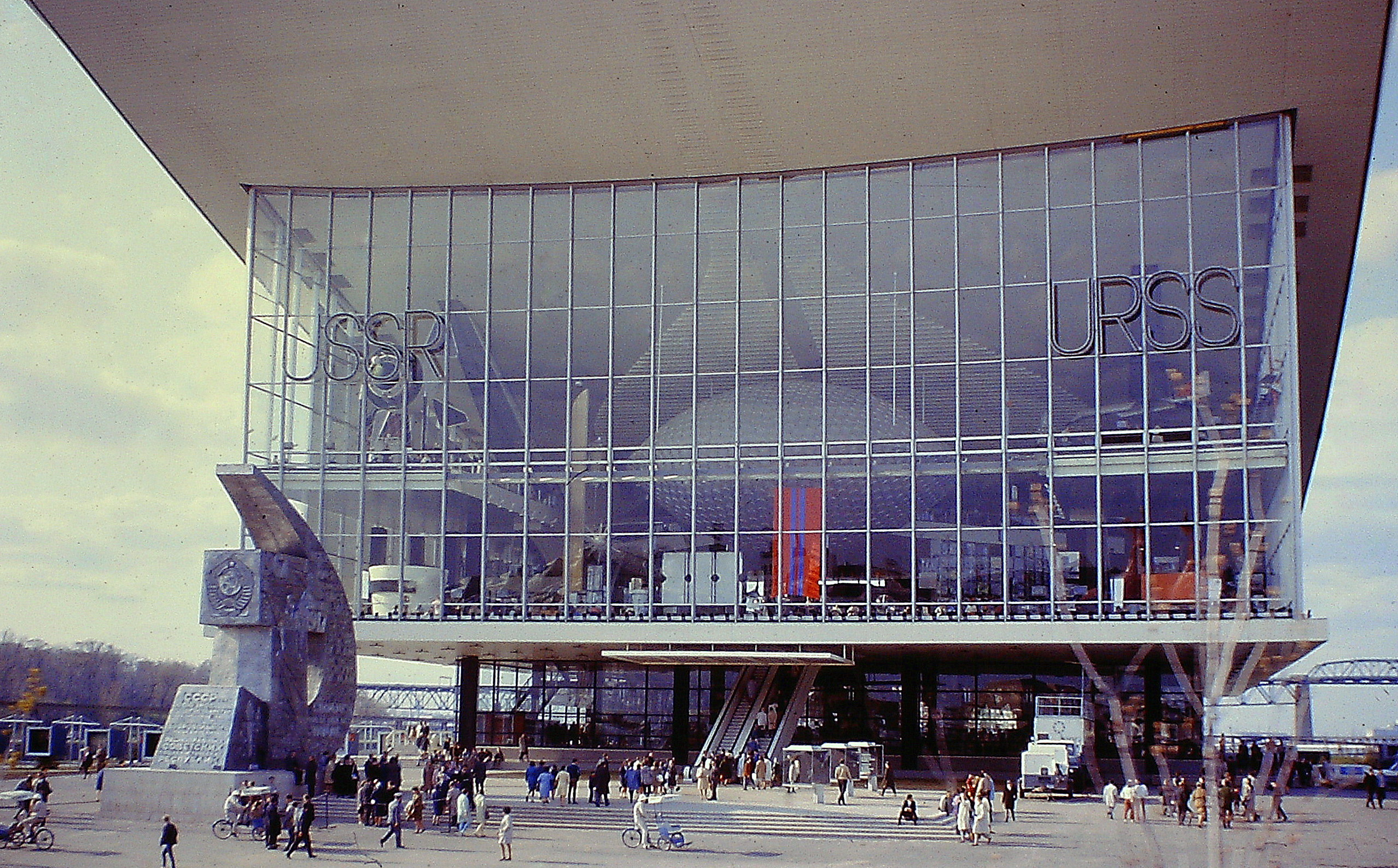
L'ingresso al padiglione

Durante l'esposizione di Montréal, il padiglione sovietico era posizionato sull'isola artificiale di Notre-Dame e fu visitato da 12 milioni di persone, 3 milioni in più rispetto alla Biosfera di Richard Buckminster Fuller. Quasi tutti i materiali necessari la costruzione - alluminio, vetro, legno e scale mobili - provenivano dall'URSS, mentre la struttura in acciaio del padiglione fu realizzata in Italia. Inoltre, gli specialisti italiani eseguirono i calcoli ingegneristici e curarono l'installazione del padiglione a Montréal. La stampa canadese stimò i costi totali della partecipazione sovietica all'Expo in 15-20 milioni $ dell'epoca.
Il padiglione esponeva oltre 6.000 pezzi che, secondo il progettista Rudolf Kliks, furono scelti per rappresentare al meglio la "Terra dei popoli" (in russo Земля людей?, Zemlja ljudej), il tema della mostra. Sul sito di Montréal, davanti all'edificio vi era la composizione scultorea "Falce e martello" (in russo Серп и молот?, Serp i molot) dello scultore Nikolaj Bracun. Alta 11 metri, non è stata riportata a Mosca.
Il piano terra era dedicato alla padronanza delle risorse marine e oceaniche, vi erano modelli di navi, un modello di giacimento petrolifero offshore e un modello di una fabbrica di storioni con esemplari vivi.
Al primo piano, accessibile anche con delle scale mobili, vi era una mappa dell'elettrificazione dell'Unione Sovietica e da un modellino interattivo della centrale idroelettrica di Krasnojarsk. Dietro il modellino vi era un bassorilievo di Lenin realizzato dallo scultore Jurij Neroda. Tra gli altri modellini presenti vi erano l'altoforno dell'impianto metallurgico di Novolipeck, la centrale nucleare di Obninsk, l'installazione termonucleare Tokamak e l'acceleratore protonico dell'Istituto di fisica dell'alta energia di Protvino. Inoltre, erano presenti diorami dedicati allo sviluppo nell'estremo nord dell'URSS e nel deserto del Karakum.
Al secondo piano vi era il Kosmos, un piccolo cinema contenente 80 sedie mobili nel quale venivano proiettati filmati in stereofonia su un schermo curvo per simulare la sensazione del volo dal punto di vista di un pilota aerospaziale. Nelle vicinanze vi erano i diorami Paesaggio del pianeta Venere" e "Panorama della luna", oltre a molti modelli di veicoli spaziali, satelliti e aerei. 

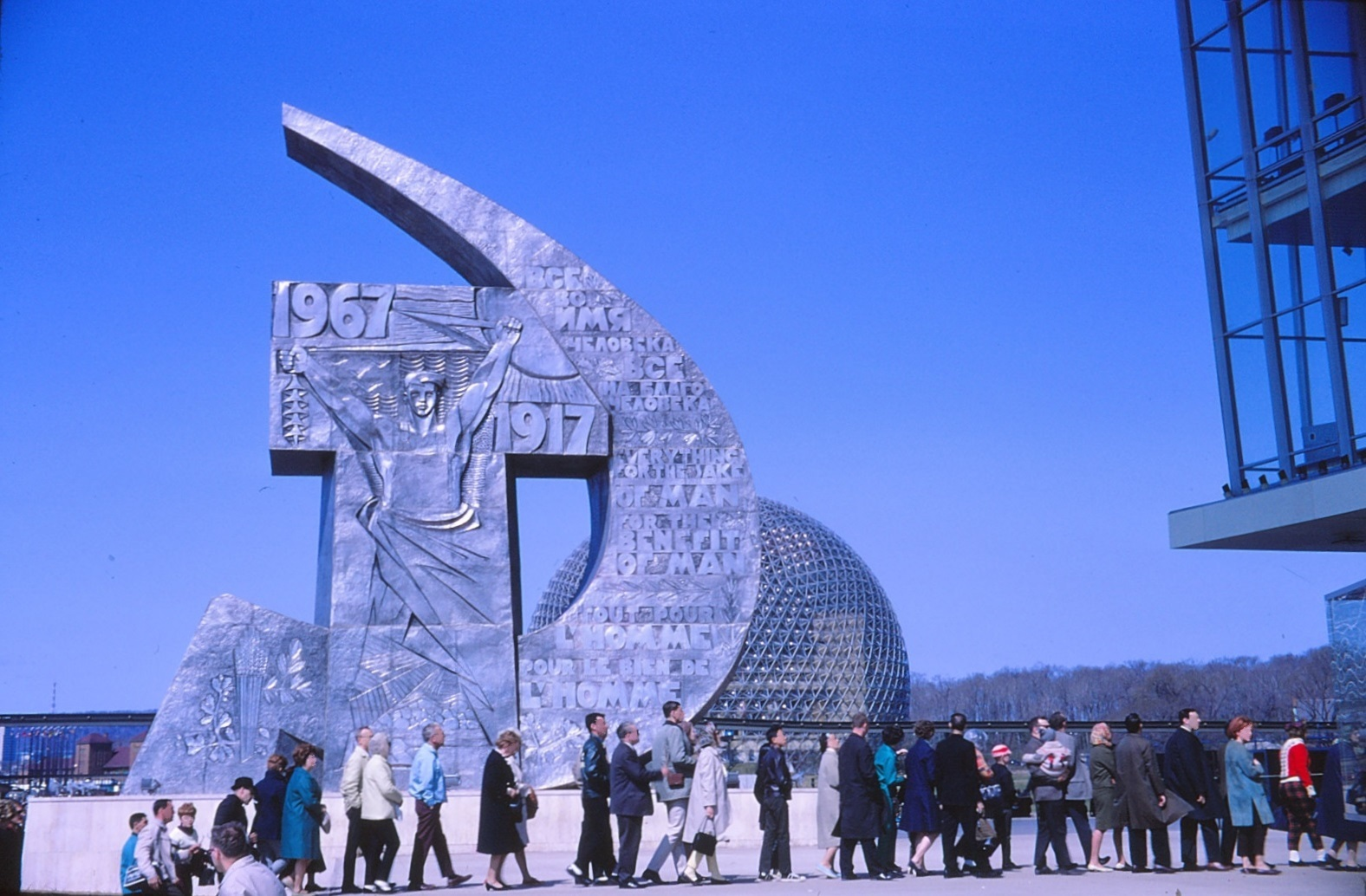
Falce e martello.
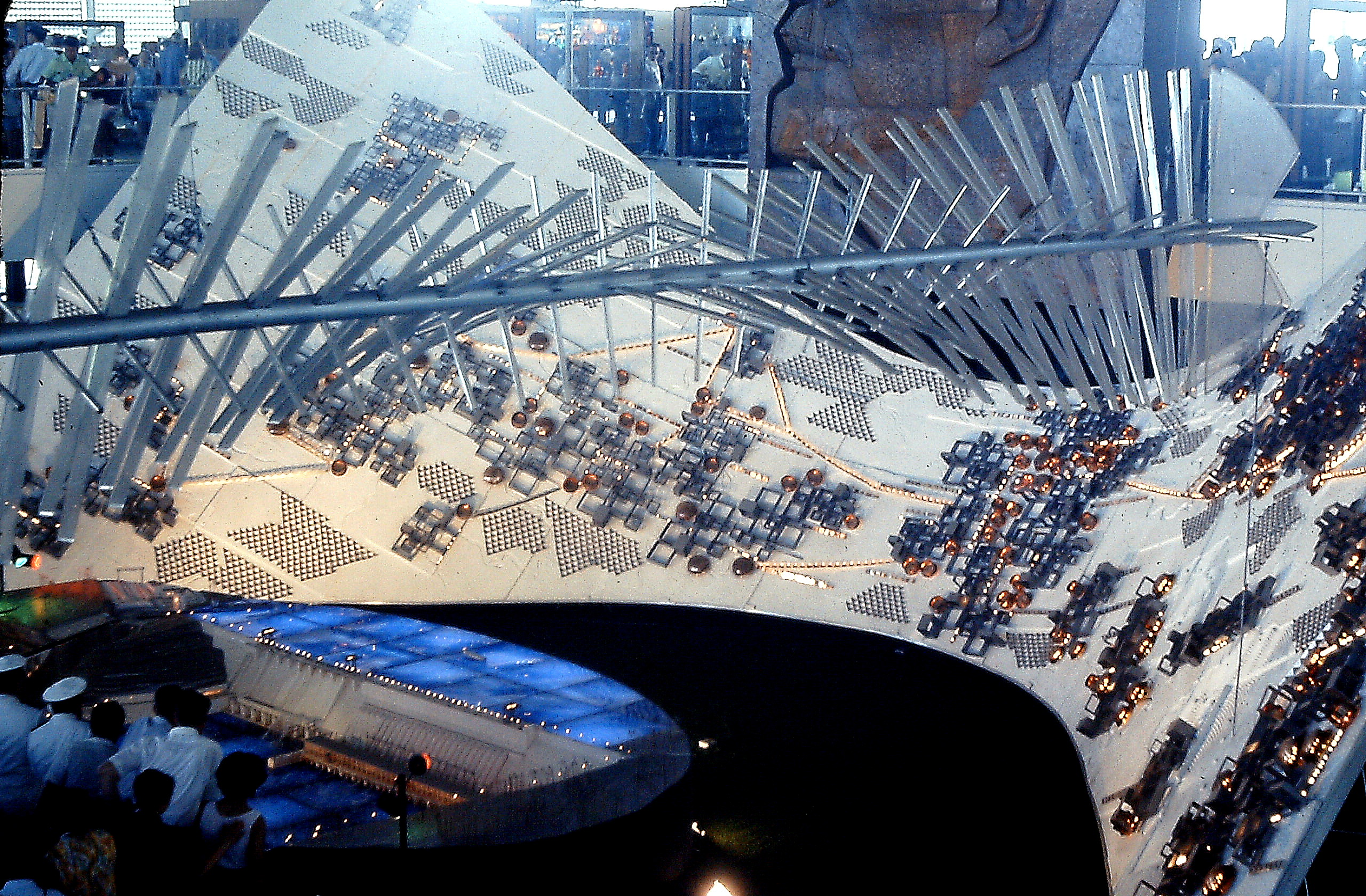
Interni del padiglione.
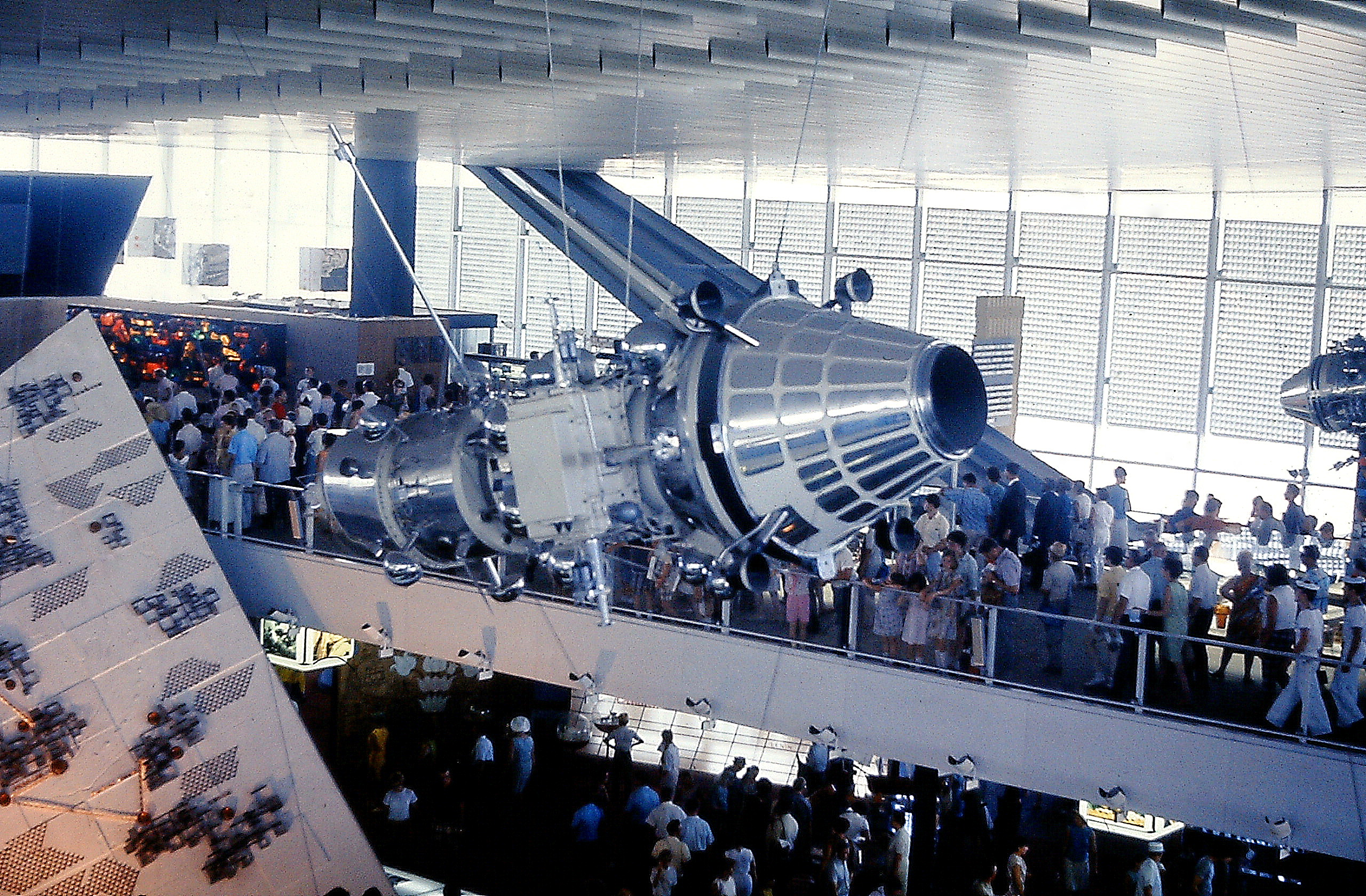
Interni del padiglione.
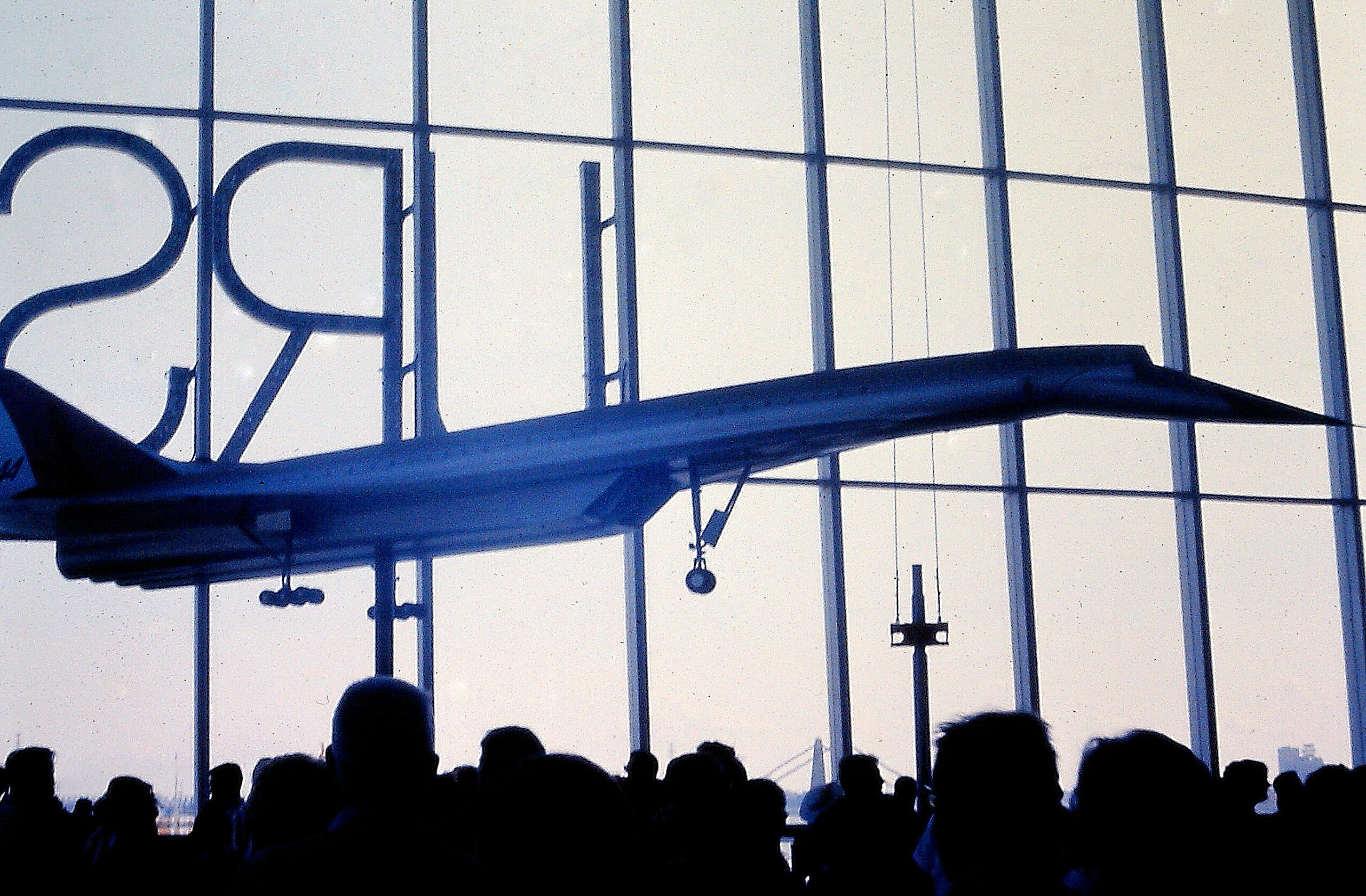
Modello di Tupolev Tu-144.

### VDNCh
Dopo la fine dell'Expo-67, fu deciso di spostare il padiglione sovietico da Montréal a Mosca sul territorio della VDNCh all'ingresso nord. Il riassemblaggio del padiglione iniziò nel 1970 e durò sette anni. Sono stati necessari quasi dieci anni per ricostruirlo interamente a Mosca. Il telaio è stato montato nel 1975 assieme ai vetri, parte della documentazione del progetto era andata persa ed il budget superò quello per la costruzione in Canada. Le differenze in termini di terreno e condizioni climatiche a Mosca e Montréal richiesero una serie di modifiche, come quelle ai sistemi di ventilazione e riscaldamento per mantenere attivo il padiglione tutto l'anno.
L'edificio fu inaugurato nel 1977 come "Padiglione delle mostre intersettoriali" con la mostra Interpressfoto-77 ed in seguito verrà utilizzato per mostre temporanee.
All'inizio degli anni novanta, il padiglione fu ribattezzato "Mosca". Gli spazi interni furono affittati a dozzine di piccole aziende e negozi, principalmente dedite al settore dell'abbigliamento. Negli anni 2000, il padiglione non era molto popolare e molte volte le autorità locali cercarono di trovare nuove soluzioni. Nel 2009, il prefetto del distretto nord-orientale Irina Raber annunciò lo smontaggio del padiglione e la costruzione di un nuovo complesso espositivo. Il direttore della sezione russa dell'organizzazione no-profit Docomomo definì l'operazione come "oltraggiosa ed inaccettabile", affermando che "Michail Posochin è uno degli architetti più importanti del XX secolo". Intanto, il padiglione continuò ad essere impiegato per piccole manifestazioni culturali e commerciali.
Nel 2016 un consorzio di architetti, guidato da Sergei Tchoban, ha sviluppato un concetto di pianificazione architettonica e urbana per il nuovo complesso multifunzionale VDNCh EXPO la cui inaugurazione è prevista per il 2021. Il padiglione di Montréal è stato incluso nell'area del sito e nell'agosto del 2017 sono iniziati i lavori di restauro.

## Architettura
Quello di Montreal era il secondo padiglione sovietico modernista presentato ad un'esposizione internazionale, ma a differenza dell'edificio in vetro presentato all'Expo 1958 di Bruxelles, il padiglione di Montréal riuscì a combinare la concisione e l'alta espressività. Lo stesso Posochin ha ricordato nelle sue memorie che "senza conoscere l'aspetto degli altri padiglioni, abbiamo deciso di esprimere nell'architettura del nostro padiglione il dinamismo, l'ambizione al progresso, il volo."
Il prototipo del padiglione, creato sotto la guida di Posochin, riprendeva in parte il progetto non realizzato di Konstantin Mel'nikov per la New York World's Fair 1964, alla quale l'Unione Sovietica non partecipò:
(Konstantin Mel'nikov, Архитектура моей жизни, 1985)
Tuttavia, i disegni di Mel'nikov, conservati nella collezione del Museo statale d'architettura Šusev di Mosca, indicano che l'architetto era riuscito a trovare un'idea, ma non una soluzione specifica. Quindi, nella spiegazione del progetto, scrissero, tra le altre cose, che "un angolo sorprendentemente aperto richiederà la lotta contro il maltempo, e in diversi periodi dell'anno appariranno vari tipi di strutture per proteggere le mostre con le pitture sul cosmo". Contrariamente all'idea di Mel'nikov, il padiglione di Posochin è stato concepito come una struttura completamente chiusa.
Il volume del tetto-trampolino sospeso sopra l'ingresso poggia su quattro potenti supporti in acciaio posti ad angolo rispetto al suolo e che formano due lettere a У. La facciata in vetro di vetro è inclinata in avanti in modo tale da conferire all'edificio un'ulteriore dinamismo. Di notte, gli interni erano illuminati. Dalla strada si poteva osservare un modello di aereo a reazione disposto su un tetto di alluminio, in riferimento al tema principale del padiglione sovietico all'Expo 1967, ovvero la dimostrazione dei risultati tecnologici sovietici e la presentazione dell'aereo supersonico Tupolev Tu-144.
Le scale mobili originali furono sostituite a Mosca da una massiccia scala che porta al secondo piano. All'edificio è stato aggiunto un altro piano, arrivando a tre e perdendo parte della sua leggerezza originale.

Il padiglione nel 2014
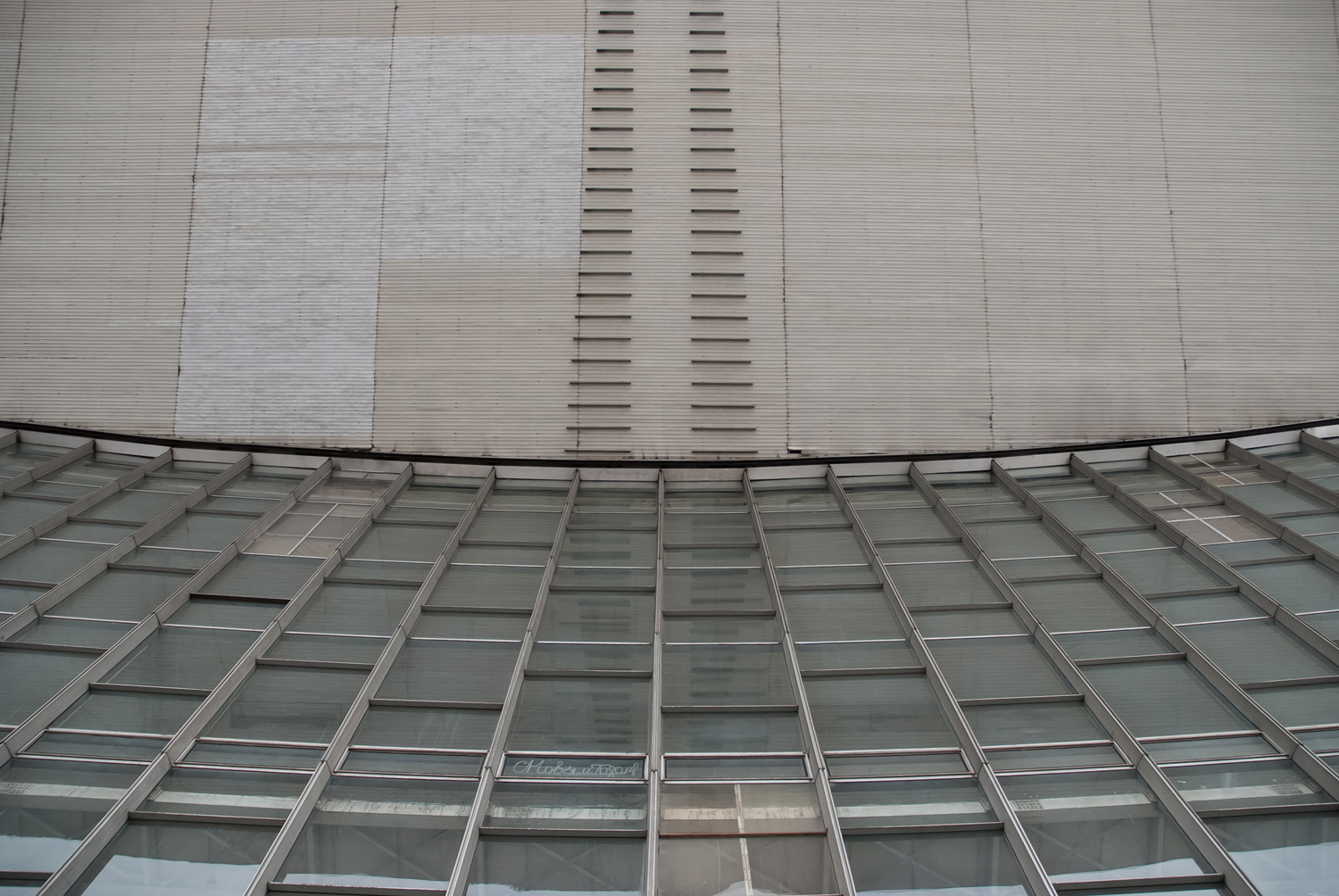
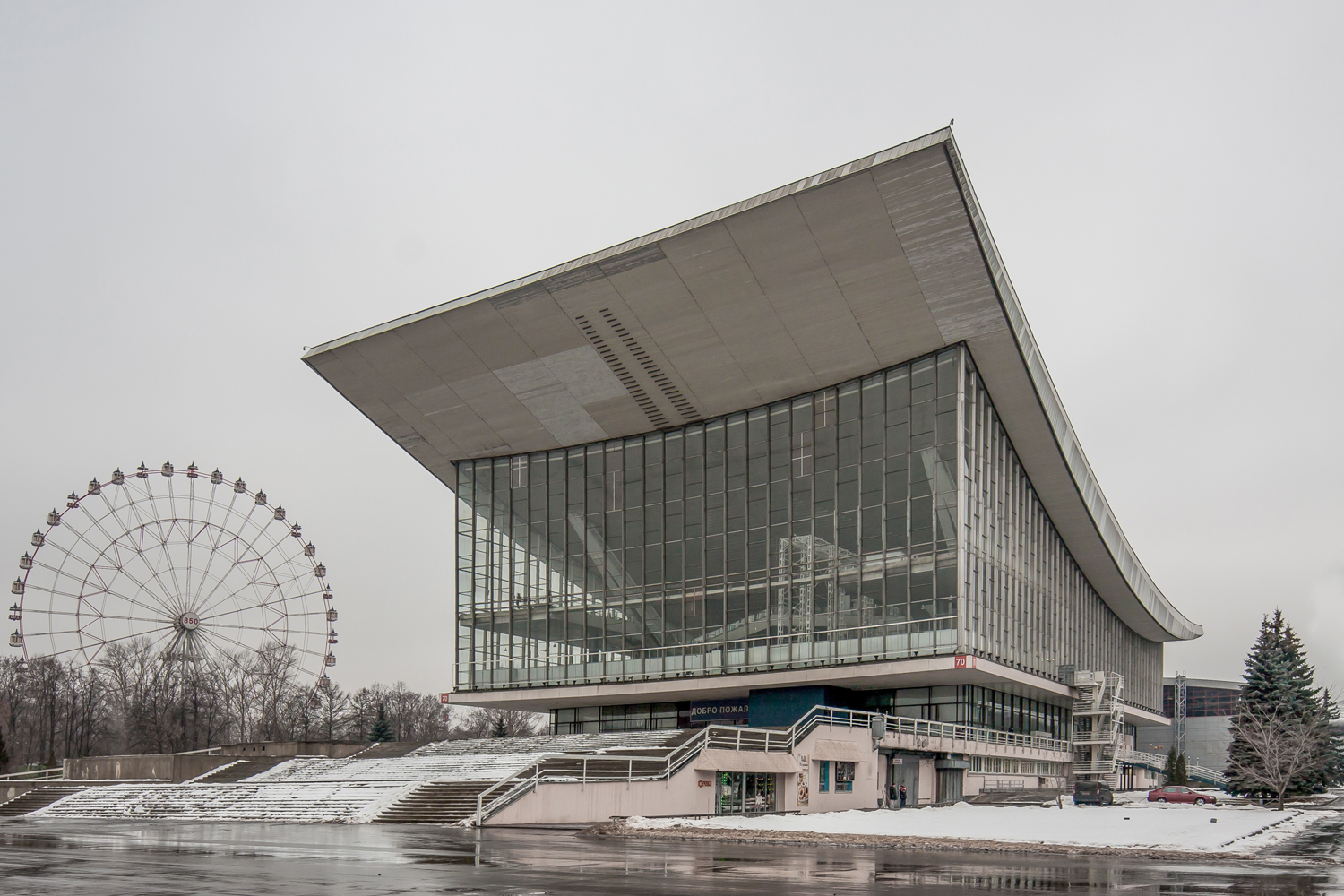
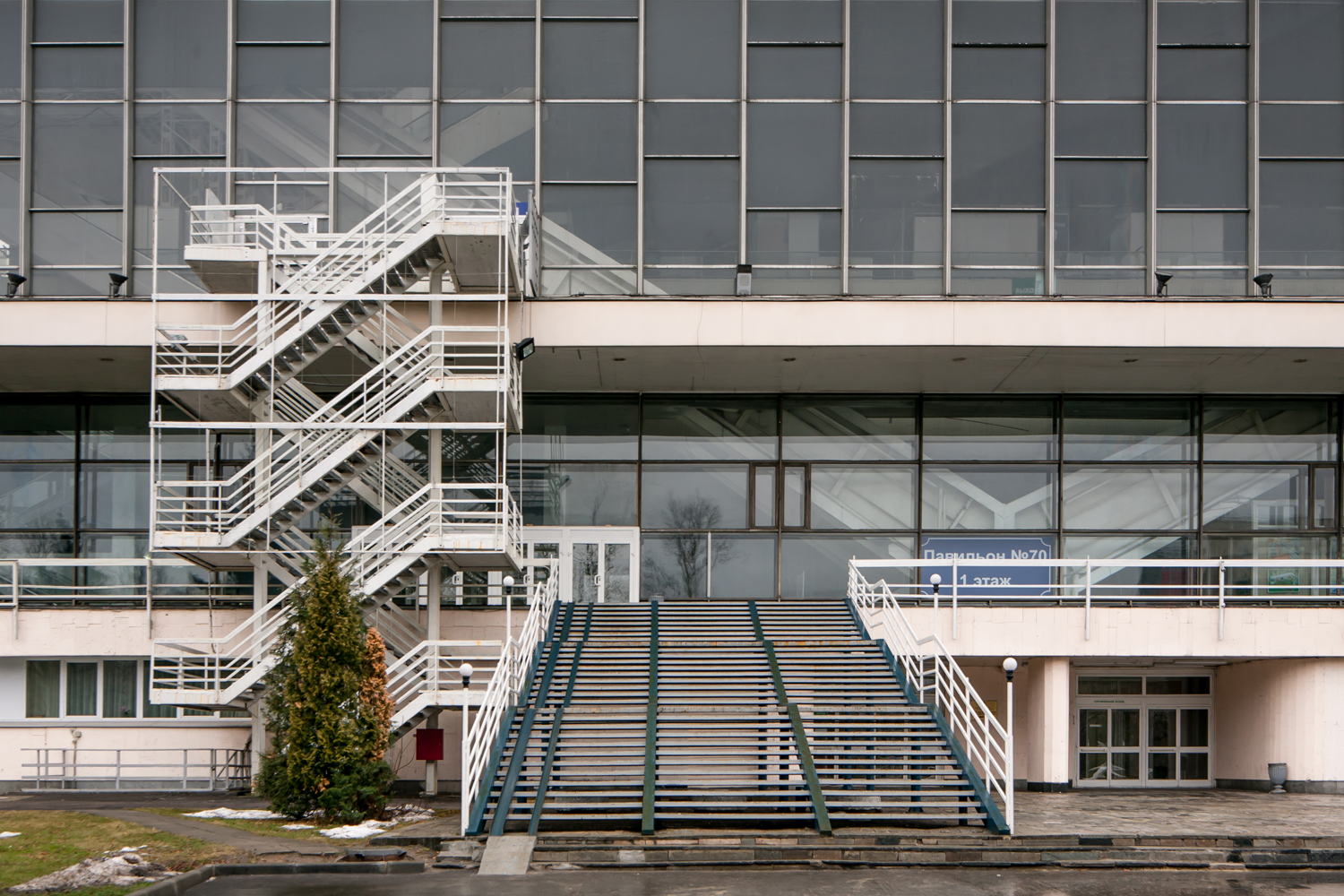